# Kabala
Kabala er en by i det nordlige Sierra Leone, beliggende cirka 200 kilometer nordøst for landets hovedstad Freetown. Byen har et indbyggertal (pr. 2004) på cirka 14.000.